# Plötzkau
Plötzkau es un municipio situado en el distrito de Salzland, en el estado federado de Sajonia-Anhalt (Alemania), a una altitud de 60 metros. Su población a finales de 2015 era de unos 1300 habitantes y su densidad poblacional, 55 hab/km².
Se encuentra a la orilla oeste del río Saale, un afluente del río Elba.